# National Democratic Party of Namibia
Die National Democratic Party of Namibia (NDP; deutsch etwa Nationale Demokratische Partei Namibias) ist eine politische Partei in Namibia. Sie galt – unter ihrem bis Anfang 2014 geführten Namen Caprivi National Democratic Party – als regionale Partei des Caprivizipfel (heute Regionen Kavango-West und Sambesi). Seitdem ist die Partei landesweit und politisch rechts ausgerichtet. Sie setzt sich für ein ausgeprägtes föderatives System in Namibia ein.
Parteipräsident ist Martin Lukato Lukato.
Die National Democratic Party ist nicht mit der Namibia Democratic Party (ebenfalls NDP) zu verwechseln.

## Wahlergebnisse

### Parlamentswahlen
Die Partei nahm 2009 erstmals an den namibischen Parlamentswahlen teilnehmen.
| Parlamentswahl | Stimmenanteile | Sitze |
| -------------- | -------------- | ----- |
| 2024           | 0,61 %         | 1/96  |
| 2019           | 0,56 %         | 0/96  |
| 2014           | 0,16 %         | 0/96  |
| 2009           | 0,15 %         | 0/72  |

### Kommunen
| Kommunalwahl | Sitze |
| ------------ | ----- |
| 2020         | 1/345 |